# Henryków (Gmina Iłów)
Pour les articles homonymes, voir Henryków.
Henryków  [xɛnˈrɨkuf] est un village polonais de la gmina d'Iłów dans le powiat de Sochaczew et dans la voïvodie de Mazovie.